# Haliclona sabulosa
Haliclona sabulosa är en svampdjursart som beskrevs av Patricia R. Bergquist och Warne 1980. Haliclona sabulosa ingår i släktet Haliclona och familjen Chalinidae. Inga underarter finns listade i Catalogue of Life.